# Lupus (constelação)
Lupus (o lobo) é uma constelação do hemisfério celestial sul. O genitivo, usado para formar nomes de estrelas, é Lupi.
As constelações vizinhas são Scorpius, Libra, Centaurus, Circinus e Norma.